# Ixodes asanumai
Ixodes asanumai este o specie de căpușe din genul Ixodes, familia Ixodidae, descrisă de Kitaoka în anul 1973. Conform Catalogue of Life specia Ixodes asanumai nu are subspecii cunoscute.